# کوچک‌زبان‌ها
کوچک‌زبان‌ها (نام علمی: Leptoglossus) نام یک سرده از تیره برگ‌پایان است.